# Mr.&Mrs. スパイ
『Mr.&Mrs. スパイ』（ミスター・アンド・ミセス・スパイ、原題: Keeping Up with the Joneses）は、2016年にアメリカ合衆国で製作されたアクションコメディ映画。グレッグ・モットーラが監督、マイケル・ルシュールが脚本を務めた。出演はザック・ガリフィアナキス、ジョン・ハム、アイラ・フィッシャー、ガル・ガドット。
日本では劇場公開されず、ビデオスルーとなった。

## ストーリー
平凡なギャフニー夫妻の隣に美男美女のジョーンズ夫妻が引っ越してくる。何から何まで完璧なジョーンズ夫妻を怪しむギャフニー夫妻だったが、その予感は的中する。実はジョーンズ夫妻はスパイだったのだ。しかもジョーンズ夫妻の周辺を嗅ぎまわっていたことで、ギャフニー夫妻は国際的なスパイ活動に巻き込まれることとなる。

## キャスト
※括弧内は日本語吹替
- ジェフ・ギャフニー - ザック・ガリフィアナキス（遠藤純一）
- カレン・ギャフニー - アイラ・フィッシャー（中原麻衣）
- ティム・ジョーンズ - ジョン・ハム（堀内賢雄）
- ナタリー・ジョーンズ - ガル・ガドット（湯屋敦子）
- スコーピオン - パットン・オズワルト（小林達也）
- スコーピオンの情婦 - ミン・チャオ
- ダン・クラバーストン - マット・ウォルシュ（大塚芳忠）
- メグ・クラバーストン - メアリーベス・モンロー（英語版）（雨蘭咲木子）
- カール・プロンガー - ケヴィン・ダン（岩崎ひろし）

## 作品の評価
Rotten Tomatoesによれば、批評家の一致した見解は「『Mr.&Mrs. スパイ』はまっとうな基本設定と、そして愉快な人々でいっぱいの才能あるキャストを、無分別でほとんど笑いのない郊外を舞台にしたスパイアドベンチャーで無駄遣いしている。」であり、124件の評論のうち高評価は19%にあたる24件で、平均点は10点満点中4.4点となっている。
Metacriticによれば、31件の評論のうち、高評価は2件、賛否混在は16件、低評価は13件で、平均点は100点満点中34点となっている。